# Метрополитен Майами
Метрополитен Майами (англ. Miami Metrorail) — система метро в городе Майами, США. Сооружено надземным из-за обводнённости грунтовых вод ввиду близости океана. Состоит из двух линий длиной 39,3 км с 23 станциями. Перевозит около 70 тыс. человек в день. 4-вагонные поезда ходят с интервалом до 3,5—5 минут в часы пик.

## История

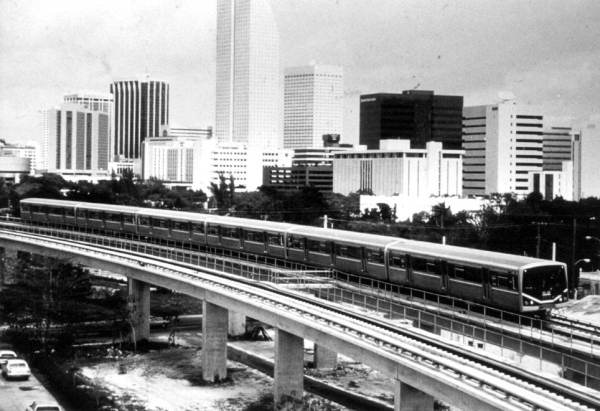

Планировалось и проектировалось в 1970-е гг. Строилось с декабря 1980 года. Начало работу 20 мая 1984 года. Первый участок состоял из 10 станций - от станции Dadeland South до Overtown (теперь Historic Overtown/Lyric Theatre). В 1989 система была оборудована пересадкой на железную дорогу Tri-Rail. В 2003 году зеленая линия продлена до станции Palmetto, а в 2012 году была построена оранжевая линия в Аэропорт Майами. 
Первым типом подвижного состава в метро стали вагоны Universal Transit Vehicle производства компании Budd в количестве 136 штук. 
В 2012 году компанией Miami-Dade Transit были куплены новые вагоны метро производства Hitachi. Планировалось, что до 2020 года данные поезда полностью заменят устаревшие Universal Transit Vehicle, однако количество списанных вагонов данного типа на данный момент невелико. 
По состоянию на 2020 год почти все вагоны Budd списаны, ожидается последняя партия новых поездов.  
Единственное депо системы находится возле северной конечной станции "Palmetto".  

## Линии

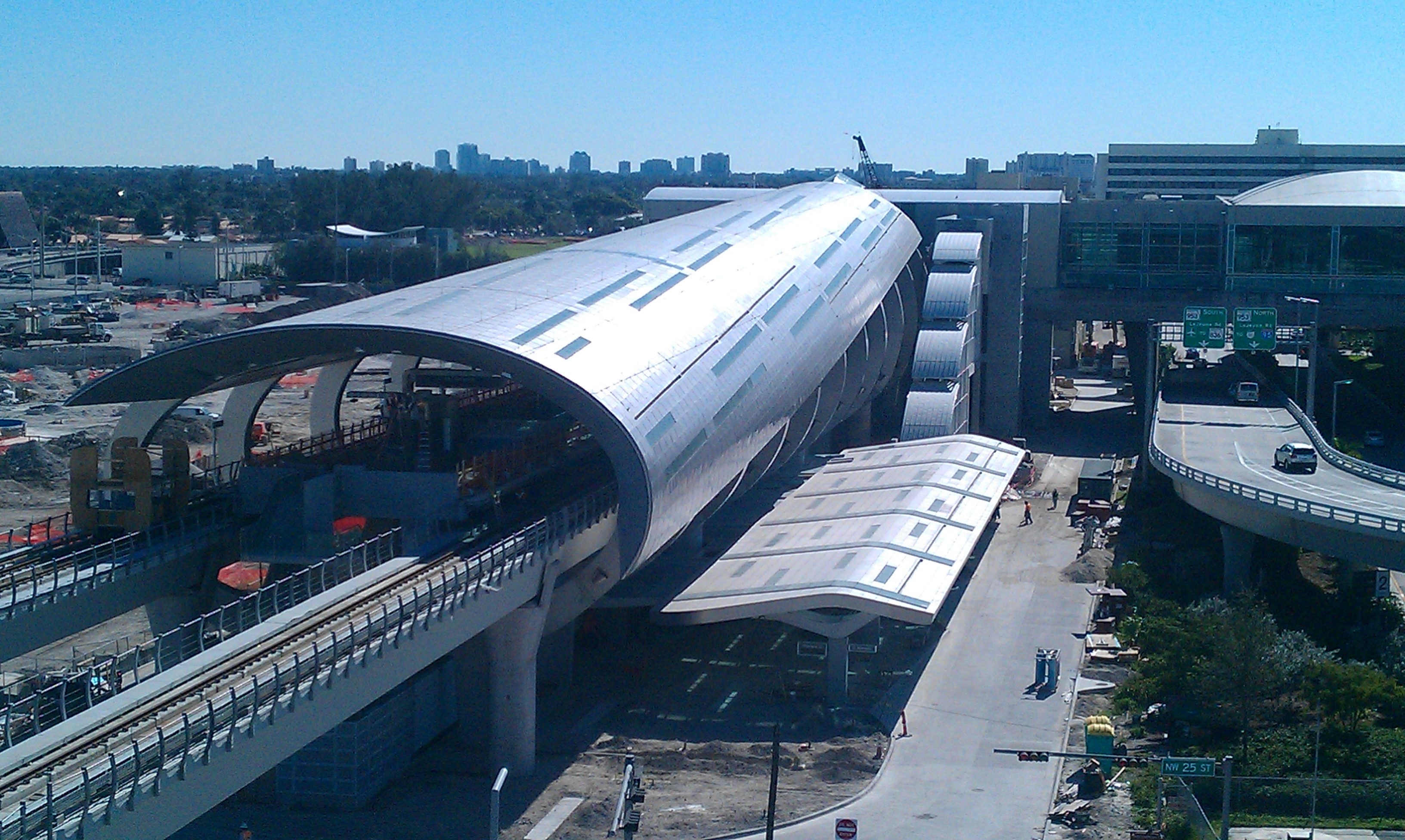

- Зелёная линия идёт с северо-запада на юг через центр города.
- Оранжевая линия связывает аэропорт с Зеленой линией[1].

## Галерея

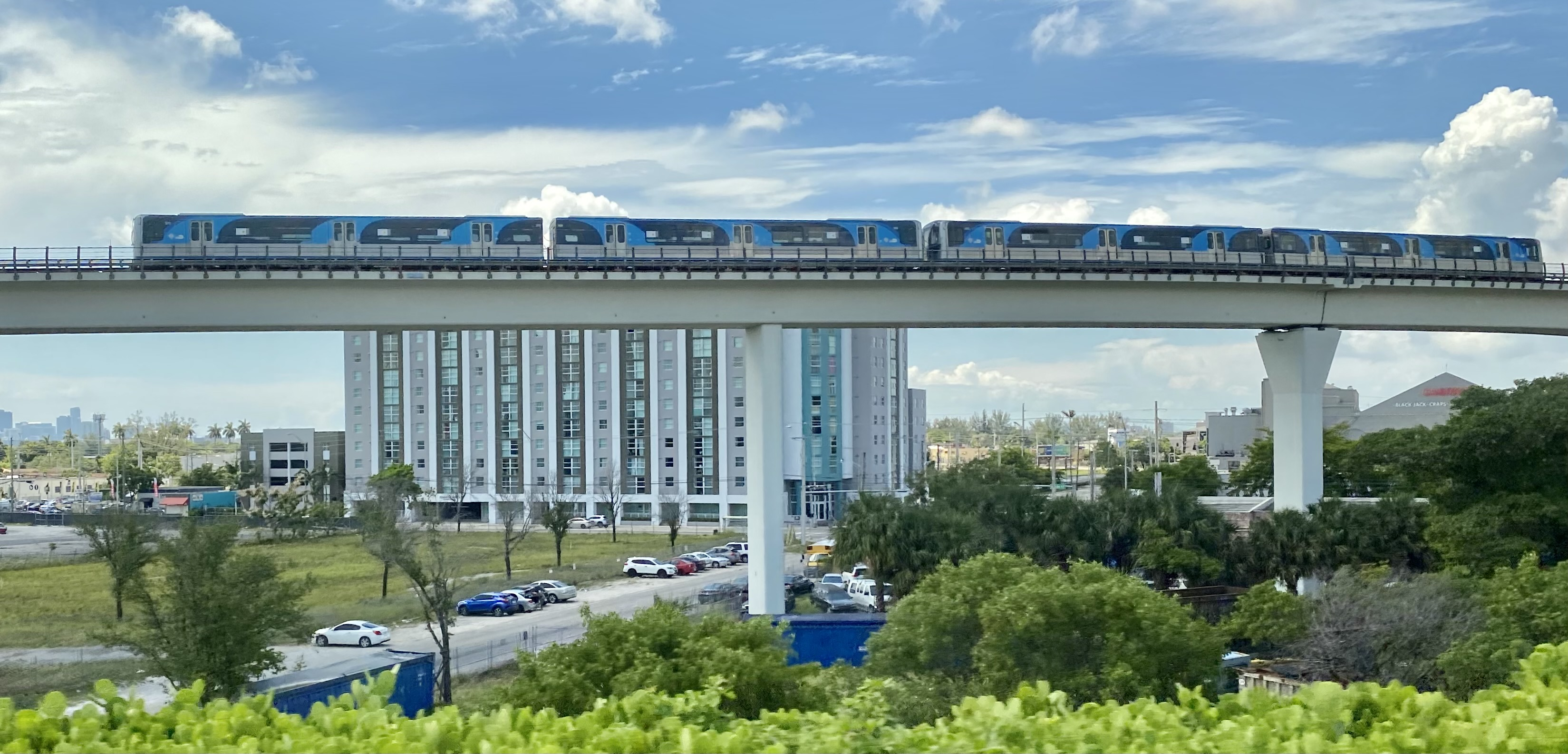

## Станции
| Официальное название             | Название на русском                    | Год открытия         | Линия                                                                                     |
| -------------------------------- | -------------------------------------- | -------------------- | ----------------------------------------------------------------------------------------- |
| Palmetto                         | Палметто                               | 30 мая 2003 года     | Зеленая линия                                                                             |
| Okeechobee                       | Окичоби                                | 19 мая 1985 года     | Зеленая линия                                                                             |
| Hialeah                          | Хайели                                 | 19 мая 1985 года     | Зеленая линия                                                                             |
| Tri-Rail                         | Три-Рэил                               | 5 июня 1989 года     | Зеленая линия                                                                             |
| Northside                        | Нортсайд                               | 19 мая 1985 года     | Зеленая линия                                                                             |
| Dr. Martin Luther king Jr. Plaza | Доктор Мартин Лютер Кинг-младший Плаза | 19 мая 1985 года     | Зеленая линия                                                                             |
| Brownsville                      | Браунсвилль                            | 19 мая 1985 года     | Зеленая линия                                                                             |
| Miami central station            | Майами сентрал стэйшен                 | 28 июля 2012 года    | Оранжевая линия                                                                           |
| Earlington heights               | Эрлингтон хайтс                        | 17 декабря 1984 года | Зеленая и Оранжевая линии                                                                 |
| Allapattah                       | Оллопэта                               | 17 декабря 1984 года | Зеленая и Оранжевая линии                                                                 |
| Santa Clara                      | Санта Клара                            | 17 декабря 1984 года | Зеленая и Оранжевая линии                                                                 |
| Civic Center                     | Цивик центр                            | 17 декабря 1984 года | Зеленая и Оранжевая линии                                                                 |
| Culmer                           | Калмер                                 | 17 декабря 1984 года | Зеленая и Оранжевая линии                                                                 |
| Historic Overtown/Lyric Theatre  | Хисторик Овертаун/Лирик Театр          | 17 декабря 1984 года | Зеленая и Оранжевая линии                                                                 |
| Goverment center                 | Говермент центр                        | 17 декабря 1984 года | Зеленая и Оранжевая линии и система монорельса Metromover линии Downtown, Brickell и Omni |
| Brickell                         | Брикелл                                | 17 декабря 1984 года | Зеленая и Оранжевая линии и система монорельса Metromover линия Brickell                  |
| Vizcaya                          | Визкая                                 | 17 декабря 1984 года | Зеленая и Оранжевая линии                                                                 |
| Coconut grove                    | Коконат гроув                          | 17 декабря 1984 года | Зеленая и Оранжевая линии                                                                 |
| Douglas road                     | Даглас роуд                            | 17 декабря 1984 года | Зеленая и Оранжевая линии                                                                 |
| University                       | Университет                            | 17 декабря 1984 года | Зеленая и Оранжевая линии                                                                 |
| South Miami                      | Южное Майами                           | 17 декабря 1984 года | Зеленая и Оранжевая линии                                                                 |
| Dadeland north                   | Дейдленд норт                          | 17 декабря 1984 года | Зеленая и Оранжевая линии                                                                 |
| Dadeland south                   | Дейдленд саут                          | 17 декабря 1984 года | Зеленая и Оранжевая линии                                                                 |